# Anna Versing-Hauptmann
Anna Versing-Hauptmann (* 2. Oktober 1833 oder 14. Oktober oder 2. Oktober 1834 oder 1835 oder 1836 in Mainz oder in Prag; † 8. September 1896 in Prag) war eine deutsche Bühnenschauspielerin und Schriftstellerin.

## Leben

### Familie
Zum Geburtstag und Geburtsort von Anna Versing-Hauptmann liegen unterschiedliche Informationen vor. Nach Moniteur des Dates, das von Édouard-Marie Oettinger herausgegeben wurde, wurde sie am 14. Oktober 1834 in Mainz geboren. Im Neuen Theateralmanach für 1897 wird berichtet, das sie am 2. Oktober 1833 in Mainz geboren wurde; nach Franz Brümmer wurde sie am 2. Oktober 1834 in Mainz, nach Leopold von Leopold von Sacher-Masoch und Constantin von Wurzbach 1835 in Prag geboren.
Sie war die Tochter des Mainzer Schauspielers Wilhelm Versing und dessen Ehefrau, die Schauspielerin Auguste Lauber, die seit 1834 in Düsseldorf auftrat; beide Elternteile hielten sich erst von 1847/1848 bis 1850 in Prag auf. Von Herbest 1833 bis mindestens April 1834 trat ihre Mutter am Theater in Mainz auf, war allerdings durch die bevorstehende Geburt von Anna nicht häufig auf der Bühne.
Ihre Tante Marie Ellmenreich (1817–1888) war mit dem Schauspieler Albert Ellmenreich verheiratet; ihre Cousine war die Schauspielerin Franziska Ellmenreich.
Sie verbrachte ihre Kindheit mit ihren Eltern bis 1846 in Sankt Petersburg und besuchte dort eine Mädchenschule.
1852 heiratete sie den Buchhändler Alexander Hauptmann; gemeinsam hatten sie drei Kinder.
Sie wurde auf dem Olšany-Friedhof in Prag beigesetzt.

### Werdegang
Im Alter von dreizehn Jahren erhielt Anna Versing-Hauptmann durch ihre Mutter eine schauspielerische Ausbildung und debütierte 1849 in Olmütz und konnte darauf am deutschen Theater (siehe Ständetheater) in Prag auftreten; einen Auftritt als Anfängerin verbot das eigene Theatergesetz. Erstmalig trat sie in Prag als Christine von Schweden in Die König von sechzehn Jahren auf.
Von 1850 bis 1852 trat sie im Stadttheater (siehe Mahen-Theater) in Brünn auf, zog sich dann aber, nach der Hochzeit, von der Bühne zurück und lehnte wiederholt verschiedene Anfragen aus Wien, Berlin und Hannover ab. Erst ab 1859, nachdem ihr Ehemann die Buchhandlung verkauft hatte, trat sie erneut auf und gastierte im Schauspielhaus in Frankfurt am Main. Aufgrund von Differenzen mit der Schauspielerin Fanny Janauschek, die in Frankfurt die erste Rolle spielte, versuchte sie erfolglos ihren Vertrag aufzulösen, nutzte dann aber die ihr gewährte freie Zeit, um zu Gastspielen in Breslau, Magdeburg, Görlitz, Berlin, Brunn, Graz, Pest und Prag aufzutreten.
Im Mai 1860 trat sie auch im Wiener Hofburgtheater auf und spielte Jeanne d’Arc in der Jungfrau von Orleans, Maria Stuart und Adrienne Lecouvreur. Obwohl sie das Publikum überzeugen konnte, scheiterte ein Engagement durch die Direktion unter Heinrich Laube an der Kritik in Recensionen und Mittheilungen über Theater und Musik.
Am Theater (siehe Landestheater Coburg) in Coburg wurde sie dauerhaft engagiert und gleichzeitig zur Vorleserin der Herzogin Alexandrine von Baden ernannt. Nach einem fünfmonatigen Aufenthalt und Gastspiel im Winter 1864 in Sankt Petersburg, bat sie um ihre Entlassung und begab sich dann auf Gastspielreisen, in der sie zahlreiche deutsche Städte bereiste.
1867 wurde sie erneut in Prag engagiert und blieb dort bis 1879. In dieser Zeit nahm sie 1871 als einzige Frau in Prag an der Gründungsveranstaltung des deutschen Künstler- und Schriftstellervereins Concordia teil, dessen erster Vorsitzender Alfred Klaar war.
Von 1880 bis 1881 war sie am Wiener Stadttheater tätig und trat darauf für kurze Zeit in Hamburg auf und unternahm anschließend eine Gastspielreise in die USA. Nach ihrer Rückkehr nach Europa, ließ sie sich dauerhaft in Vinohrady in Prag nieder. Sie trat aber nicht mehr als Schauspielerin auf, sondern war als Lehrerin für Deklamation und Mimik am Prager Konservatorium tätig.
Nach ihrer Rückkehr nach Europa ließ sie sich an der Königlichen Vinohrady nieder. Sie trat nicht mehr als Schauspielerin auf, sondern arbeitete als Lehrerin am Prager Konservatorium und veröffentlichte im Prager Tagblatt. Sie starb am 8. September 1896 in Prag und wurde auf dem Olšany-Friedhof beigesetzt.
Zu ihren Schülerinnen gehörten unter anderem Olga Engl und Helene Wewerka.

### Schriftstellerisches Wirken
1866 veröffentlichte Anna Versing-Hauptmann einen Gedichtband, dem 1866 drei Novellen folgten. Ihr Drama Verwirrt und gelöst wurde 1877 am Deutschen Landestheater in Prag aufgeführt. 1881 erschien ihre Schrift Jugendlieder und Lebensbilder.
Für das Prager Tagblatt schrieb sie Feuilletons und theatergeschichtliche Erinnerungen.

## Rollen

### Stadttheater Brünn

#### 1851
- Leonie von Villegontier (Eugène Scribe: Der Damenkampf oder Das Duell der Liebe);
- Adelaide (Roderich Benedix: Der Liebesbrief).

#### 1862
- Philippine (Oskar von Redwitz: Philippine Welser);
- Vroni (Charlotte Birch-Pfeiffer: Der Goldbauer);
- Johanna (Friedrich Schiller: Die Jungfrau von Orleans);
- Louise (Gustav von Meyern: Prinz Eugen);
- Hedwig (Alexander Rost: Ludwig der Eiserne oder Das Wundermädchen aus der Ruhl).

### Pest – Ofen, Vereinigte städtische Theater

#### 1860
- Adrienne (Eugène Scribe; Ernest Legouvé: Adriana Lecouvreur);
- Edwina Bella (Adolf von Winterfeld: Ich esse bei meiner Mutter);
- Denise, Müllerin (L. Schneider: Die schöne Müllerin)[11];
- Donna Diana (Joseph Schreyvogel: Donna Diana oder Stolz und Liebe);
- Mirandolina (Carlo Goldoni: Mirandolina);
- Philippine (Oskar von Redwitz: Philippine Welser);
- Deborah (Salomon Hermann Mosenthal: Deborah);
- Helene (Theodor Körner: Zriny oder Die Bestürmung von Szigeth);
- Lady Milfort (Friedrich Schiller: Kabale und Liebe);
- Emma Paltern, eine Witwe (Sigmund Schlesinger (1832–1918)[12]: Mit der Feder);
- Valentine Freiin von Gelden (G. Freitag: Die Valentine);
- Julie, Capulet’s Tochter (William Shakespeare: Romeo und Julia);
- Rosa (Friedrich Kaiser: Gute Nacht, Rosa!)[13];
- Thekla (Friedrich Schiller: Wallensteins Tod).

### Stadttheater Leipzig

#### 1861
Philippine (Oskar von Redwitz: Philippine Welser);
Vroni (Charlotte Birch-Pfeiffer: Der Goldbauer);
Donna Diana (Joseph Schreyvogel: Donna Diana oder Stolz und Liebe).

### Berlin

#### 1862
- Maria Stuart (Friedrich Schiller: Maria Stuart).

### Lemberger Theater

#### 1862
- Maria Stuart (Friedrich Schiller: Maria Stuart).

### Mainz

#### 1863
- Philippine (Oskar von Redwitz: Philippine Welser).

### Hoftheater, Coburg-Gotha

#### 1861
- Louise (G. Meyern: Prinz Eugen);
- Vroni (Charlotte Birch-Pfeiffer: Der Goldbauer);

#### 1862
- Lady Milfort (Friedrich Schiller: Kabale und Liebe).

#### 1863
- Brunhild (Friedrich Hebbel: Die Nibelungen);
- Maria Stuart (Friedrich Schiller: Maria Stuart)

#### 1864
- Elizabeth (William Shakespeare: Richard III.);
- Donna Diana (Joseph Schreyvogel: Donna Diana oder Stolz und Liebe);
- Gräfin von Autreval (Eugène Scribe: Der Damenkampf oder Das Duell der Liebe);
- Pietra (Salomon Hermann Mosenthal: Pietra).

### Stadttheater Frankfurt am Main

#### 1864
- Adrienne (Eugène Scribe; Ernest Legouvé: Adriana Lecouvreur);
- Maria Stuart (Friedrich Schiller: Maria Stuart);
- Donna Diana (Joseph Schreyvogel: Donna Diana oder Stolz und Liebe);
- Denise, Müllerin (Louis Schneider: Die schöne Müllerin).

### Kaiserliches Hoftheater Sankt Petersburg

#### 1864
- Eglantine (Eduard Mautner: Eglantine);

#### 1865
- Adrienne (Eugène Scribe; Ernest Legouvé: Adriana Lecouvreur);
- Mathilde (Roderich Benedix: Mathilde);
- Gräfin Autreval (Eugène Scribe: Der Damenkampf oder Das Duell der Liebe);
- Marianne (Adolphe d’Ennery; Julien de Mallian: Marianne: ein Weib aus dem Volke);
- Emma Paltern (Sigmund Schlesinger: Mit der Feder).

### Hoftheater München

#### 1866
- Orsina (Gotthold Ephraim Lessing: Emilie Galotti).

### Landschaftliches und Thalia Theater Graz

#### 1860
- Maria Stuart (Friedrich Schiller: Maria Stuart);
- Adrienne (Eugène Scribe; Ernest Legouvé: Adriana Lecouvreur);
- Johanna (Friedrich Schiller: Die Jungfrau von Orleans);
- Donna Diana (Joseph Schreyvogel: Donna Diana oder Stolz und Liebe);
- Auguste (Salomon Hermann Mosenthal: Ein deutsches Dichterleben).

#### 1866
- Lady Macbeth (William Shakespeare: Macbeth);
- Judith (Friedrich Hebbel: Judith);
- Katharina II (Gustav Gans zu Putlitz: Um die Krone)[14];
- Iphigenia (Johann Wolfgang von Goethe: Iphigenia von Tauris);
- Maria Theresia (Leopold von Sacher-Masoch: Der Mann ohne Vorurtheil).

#### 1867
- Lady Gloster (Robert von Bayer: Lady Gloster);
- Philippine (Oskar von Redwitz: Philippine Welser);
- Katharina (William Shakespeare: Widerspenstige);
- Pompadour (Albert Emil Brachvogel: Narziß);
- Katharina Howard (Rudolf von Gottschall: Katharina Howard);
- Gräfin Autreval (Eugène Scribe: Der Damenkampf oder Das Duell der Liebe);
- Deborah (Salomon Hermann Mosenthal: Deborah).

### Stadttheater St. Gallen

#### 1866
- Maria Theresia (Leopold von Sacher-Masoch: Der Mann ohne Vorurtheil);
- Iphigenia (Johann Wolfgang von Goethe: Iphigenie auf Tauris);
- Maria Stuart (Friedrich Schiller: Maria Stuart);
- Deborah (Salomon Hermann Mosenthal: Deborah).

### Stadttheater und Wilhelmtheater Königsberg

#### 1866
- Iphigenia (Johann Wolfgang von Goethe: Iphigenie auf Tauris);
- Maria Stuart (Friedrich Schiller: Maria Stuart);
- Donna Diana (Joseph Schreyvogel: Donna Diana oder Stolz und Liebe);
- Deborah (Salomon Hermann Mosenthal: Deborah);
- Philippine Welser (Oskar von Redwitz: Philippine Welser);
- Gräfin Autreval (Eugène Scribe: Der Damenkampf oder Das Duell der Liebe).

### Deutsches Landestheater Prag

#### 1848
- Christine, Königin von Schweden (Theodor Hell: Königin von sechzehn Jahren);
- Kätchen (Heinrich von Kleist: Das Käthchen von Heilbronn).

#### 1862
- Vroni (Charlotte Birch-Pfeiffer: Der Goldbauer);
- Deborah (Salomon Hermann Mosenthal: Deborah);
- Emma Paltern, eine Witwe (Sigmund Schlesinger: Mit der Feder);
- Donna Diana (Joseph Schreyvogel: Donna Diana oder Stolz und Liebe).

#### 1867
- Madamme Pompadour (Albert Emil Brachvogel: Narziß);
- Margarethe (Eugène Scribe: Die Erzählungen der Königin von Navarra);
- Gräfin Autreval (Eugène Scribe: Der Damenkampf oder Das Duell der Liebe);
- Herzogin von Marlborough (Eugène Scribe: Ein Glas Wasser oder Ursachen und Wirkungen);
- Phädra (Jean Racine: Phèdre);
- Franziska von Hohenheim (Heinrich Laube: Die Karlschüler)[15];
- Francoise, Schauspielerin (Friedrich Wilhelm Riese; Fournier: Die Schauspielerin)[16];
- Agnes Sorel (Friedrich Schiller: Jungfrau von Orleans);
- Beatrice (William Shakespeare: Viel Lärm um nichts);
- Hedwig (Friedrich Schiller: Wilhelm Tell);
- Judith (Friedrich Hebbel: Judith);
- Lady Sarah Waterford (Heinrich Laube: Der Statthalter von Bengalen);
- Henriette Dolcu (Ida Görner: Unsere Alliirten)[17];
- Baronin Octavie Randau (Marie von Ebner-Eschenbach; M. Haller: Das Geständnis)[18];
- Jakobäa (J. Kehlheim: Jakobäa von Jülich);
- Josefine (L. Eckhart: Josefine);
- Clarisse (Alfred Meisner: Reginald Armstrong);
- Franziska von Hohenheim (Heinrich Laube: Die Karlschüler);
- Adelheid Runeck (Gustav Freytag: Die Journalisten).

#### 1868
- Gräfin Marie Hohenheim (E. Bauernfeld: Aus der Gesellschaft);
- Valentine Freiin von Geldern (Gustav Freytag: Valentine);
- Emilia Galloti (Gotthold Ephraim Lessing: Emilie Galloti);
- Franziska Hainwald (Roderich Benedix: Ein Lustspiel)[19];
- Thulia (Albert Lindner: Brutus und Collatinus)[20];
- Porzia (William Shakespeare: Der Kaufmann von Venedig);
- Rosamunde (Carl Töpfer: Rosenmüller und Finke)[21];
- Aurora von Königsmark (Rudolf Genée: Vor den Kanonen)[22];
- Die Marquise von Mèneville (Eugène Scribe: Feen-Hände);
- Emilia (William Shakespeare: Othello);
- Margarethe von Valois (Otto Devrient: Zwei Könige);
- Lady Georgine, Witwe (Charlotte Birch-Pfeiffer: Die Waise aus Lowood);
- Leonore Sanvitale (Johann Wolfgang von Goethe: Torquato Tasso);
- Viola (William Shakespeare: Was ihr wollt);
- Antigone (Sophokles: Antigone);
- Adelaide (Hugo Müller: Adelaide).

#### 1869
- Sapho (Franz Grillparzer: Sappho);
- Elmire (Molière: Tartuffe);
- Marwood, Mellefont’s alte Geliebte (Gotthold Ephraim Lessing: Miss Sara Sampson);
- Seraphine (Victorien Sardou: Seraphine);
- Prinzessin Elisabeth (Hippolyt August Schaufert: Schach dem König!);
- Elisabeth (Friedrich Schiller: Maria Stuart);
- Armande (Molière: Die gelehrten Frauen);
- Brunhild (Friedrich Hebbel: Die Nibelungen);
- Edwina Bella (Adolf von Winterfeld: Ich esse bei meiner Mutter);
- Sittah (Gotthold Ephraim Lessing: Nathan der Weise);
- Adelheid von Waldorf (Johann Wolfgang von Goethe: Götz von Berlichingen);
- Fürstin Anna Maria de la Tremouille dei Orsini (Friedrich Schütz: Täuschung auf Täuschung)[23];
- Lady Milford (Friedrich Schiller: Kabale und Liebe);
- Katharine von Rosen (Eduard von Bauernfeld: Bürgerlich und romantisch)[24];
- Marguerite Gauthier (Alexandre Dumas: Die Kameliendame).

#### 1870
- Iphigenie (Johann Wolfgang von Goethe: Iphigenie auf Tauris);
- Julie Braun (Eduard von Bauernfeld: Moderne Jugend);
- Julie (Octave Feuillet: Julie);
- Ida von Felseck (Charlotte Birch-Pfeiffer: Dorf und Stadt);
- Bianca Capello (Salomon Hermann Mosenthal: Isabella Orsini);
- Maria Theresia (Anton Langer: Der letzte Jesuit);
- Baronin (Henri Meilhac; Ludovic Halévy: Frou-Frou);
- Léonie, Baronin d’Arglade (George Sand: Marquis von Villemer)[25];
- Lea (Otto Ludwig: Die Makkabäer).

#### 1871
- Medea (Franz Grillparzer: Medea);
- Gertrude (Franz Grillparzer: Ein treuer Diener seines Herrn);
- Königin (Alexandre Dumas: Die drei Musketiere);
- Königin (Carl Maria Weber: Oberon);
- Margarethe von Parma (Johann Wolfgang von Goethe: Egmont);
- Porzia (William Shakespeare: Julius Cäsar).

#### 1872
- Marfa (Friedrich von Schiller: Demetrius).

#### 1873
- Thusnelda (Friedrich Halm: Der Fechter von Ravenna);
- Volumnia (William Shakespeare: Coriolan).

#### 1874
- Arria (Adolf von Wilbrandt: Arria und Messalina).

#### 1876
- Agrippina (Adolf von Wilbrandt: Nero)

### Burgtheater Wien

#### 1868
- Thusnelda (Friedrich Halm: Der Fechter von Ravenna);
- Elisabeth (Friedrich Schiller: Maria Stuart);
- Isabella (Friedrich Schiller: Braut von Messina oder Die feindlichen Brüder).

### Stadttheater Wien

#### 1880
- Frau Rath (Der Königslieutenant);
- Frau Bernard (Adam Müller-Guttenbrunn: Des Hauses Fourchambault Ende)[26];
- Cesarine (Albert Delpit: Der Sohn der Coralie);
- Gräfin Clotilde Dürenstein (Emil Arter: Duelle).

#### 1881
- Gräfin von Schwarzenfels (Emile Augier; Jules Sandeau: Goldprobe)[27];
- Emma (Gustav von Moser: Der Hypochonder).

### Thalia Theater, New York

#### 1881
- Marfa (Friedrich von Schiller: Demetrius).

## Schriften (Auswahl)
- Gedichte. Leipzig, 1861 (Digitalisat in der Google-Buchsuche).
- Novellen. 1866.
- Zwei Frauen. In: Das neue Blatt, 4. Band, Nr. 22. 1871. S. 13–15 und S. 26–28 (Digitalisat).
- Jugendlieder und Lebensbilder. Wien, 1881 (Digitalisat).